# Geitoneura kershawi
Geitoneura kershawi är en fjärilsart som beskrevs av William Henry Miskin 1876. Geitoneura kershawi ingår i släktet Geitoneura och familjen praktfjärilar. Inga underarter finns listade i Catalogue of Life.